# Menstruofilia
La menstruofilia, es el impulso o la inclinación sexual hacia la mujer en su estado menstrual, u objetos que tiendan a visualizar o aparentar el proceso femenino, ya sean toallas sanitarias, sábanas manchadas, sangre, e incluso pueden crear escenas utilizando objetos cotidianos como salsa de tomate, pintura, etc. Esta inclinación hacia la mujer en su ciclo menstrual, es considerada como una enfermedad o trastorno de la conducta sexual, pues se piensa que la excitación y el orgasmo son dependientes de que una mujer esté menstruando, aunque este fetiche no se presenta de la misma forma para todas las personas. La menstruofilia no siempre implica que una persona solo sienta atracción sexual hacia las mujeres que están en su período menstrual.